# Marquesado de Casas Novas
El Marquesado de Casas Novas es un título nobiliario español creado el 11 de octubre de 1902 por el rey Alfonso XIII a favor de Valentina Camacho y Lastres, viuda de José Sebastián de Goyeneche y Gamio.
Su denominación hace referencia a la finca "Casas Novas", propiedad de la familia Goyeneche, situada en Binaced, provincia de Huesca. 

## Marqueses de Casas Novas
|                           | Titular                     | Periodo                   |
| Creación por Alfonso XIII | Creación por Alfonso XIII   | Creación por Alfonso XIII |
| ------------------------- | --------------------------- | ------------------------- |
| I                         | Valentina Camacho y Lastres | 1902-1904                 |
| II                        | Alberto de Oya y Lastres    | 1911-1942                 |
| III                       | Alberto de Oya y Silva      | 1942-1991                 |
| IV                        | Genoveva de Oya y Silva     | 1991-2001                 |
| ..                        | Juan Antonio Conde Oya      | 2002-actual titular       |

## Historia de los Marqueses de Casas Novas
- Valentina Camacho y Lastres († en 1904), I marquesa de Casas Novas, hija del escritor venezolano Juan Vicente Camacho (por lo tanto sobrina bisnieta de Simón Bolívar), y de la limeña Juana Rosa Lastres y Riglos.

1. Casó con José Sebastián de Goyeneche y Gamio. Sin descendientes. Le sucedió su primo:

- Alberto de Oya y Lastres, II marqués de Casas Novas, hijo de Simeón de Oya y López y de la limeña Jesús Lastres y Riglos.

1. Casó con María de los Dolores Silva y Ramos. Le sucedió su hijo:

- Alberto de Oya y Silva, III marqués de Casas Novas.

- Juan Antonio Conde y Oya (n. en 1944), marqués de Casas Novas.

1. Casó con Esperanza Basa Maldonado.